# Пропаганда війни
Пропага́нда війни́ — злочин міжнародного характеру, розповсюдження відкритих закликів в засобах масової інформації і публічних виступах окремих осіб до нападу за допомогою збройних сил на інші держави. Пропаганда війни заборонена резолюцією Генеральної Асамблеї ООН в 1947 році під страхом кримінального покарання.
Міжнародною спільнотою пропаганда агресивної війни визнана як кримінальний злочин проти миру і безпеки людства, який порушує як міжнародне, так і внутрішнє кримінальне законодавство країн. Ці злочини несуть загрозу не конкретній людині, а людській спільноті, довкіллю, порушують правила людського співіснування. Вони караються не тільки законами певної країни, а й міжнародним законодавством. Це пропаганда війни, планування та ведення війни, застосування зброї масового знищення, піратство, створення злочинної організації, бандитизм, терористичний акт тощо.

## Міжнародно-правові аспекти воєнної пропаганди

### Засудження агресивної воєнної пропаганди
Після закінчення Другої світової війни, 3 листопада 1947 року Генеральною Асамблеєю ООН було прийнято резолюцію № 110 про «Заходи, які повинні бути прийняті проти пропаганди і розпалювачів нової війни». Зокрема в ній зазначено, що в Статуті ООН народи висловили їх рішучість позбавити прийдешні покоління від лиха війни, які двічі принесли людству невимовне горе, проявляти терпимість і жити разом, у мирі один з одним, як добрі сусіди. Беручи до уваги, що Статут також вимагає розвитку загальної поваги до основних свобод, у тому числі до свободи слова, і дотримання їх, причому всі члени зобов'язалися вживати спільні і самостійні дії для такого дотримання основних свобод: «Генеральна Асамблея засуджує будь-яку форму що ведеться в будь-якій країні пропаганди, що має на меті або здатної створити або посилити загрозу миру, порушення миру або акт агресії» .

### Заборона агресивної воєнної пропаганди
Згідно зі статтею 1 Статуту ООН, Організація Об'єднаних Націй переслідує цілі:
|  | Підтримувати міжнародний мир і безпеку і з цією метою приймати ефективні колективні заходи для запобігання та усунення загрози миру і придушення актів агресії або інших порушень миру і проводити мирними засобами, у згоді з принципами справедливості і міжнародного права, залагоджування чи розв'язання міжнародних суперечок або ситуацій, які можуть призвести до порушення миру. |

У 1950 році Нюрнберзький трибунал визначив злочини проти миру у VI Нюрнберзькому принципі. Цей принцип встановлює, що «Злочини, які караються за міжнародним правом, це зокрема злочини проти миру:
- планування, підготовка, розв'язання або ведення агресивної війни або війни внаслідок порушення міжнародних угод та договорів;
- участь в загальному плані або змові, спрямованих на здійснення будь-яких з дій, згаданих вище».

Відповідно до вимог Статуту ООН, національне кримінальне право майже усіх країн світу містить заборону на агресивну воєнну пропаганду. Зокрема це відображено у статтях 436 і 437 Кримінального кодексу України — «Планування, підготовка, розв'язування та ведення агресивної війни», «Пропаганда війни». 

### Заборона в законодавстві України
Стаття 436 Кримінального кодексу України говорить: Публічні заклики до агресивної війни або до розв'язування воєнного конфлікту, а також виготовлення матеріалів із закликами до вчинення таких дій з метою їх розповсюдження або розповсюдження таких матеріалів караються виправними роботами на строк до двох років, або арештом на строк до шести місяців, або позбавленням волі на строк до трьох років.